# Andessnip
De Andessnip (Gallinago jamesoni) is een vogel uit de familie van strandlopers en snippen (Scolopacidae). Deze vogel is genoemd naar de Schots-Ecuadoraanse natuuronderzoeker William Jameson (1796-1873).

## Verspreiding en leefgebied
Deze soort komt voor van Venezuela tot Bolivia.